# Real Federación Española de Hockey
Die Real Federación Española de Hockey (RFEH) oder auf Deutsch der Königlich Spanische Hockeyverband ist der Dachverband für Feld- und Hallenhockey in Spanien.

## Geschichte
Nachdem Hockey in Spanien bereits vor dem Ersten Weltkrieg gespielt wurde, aber bis dato noch nicht über eine Organisationsstruktur im Rahmen eines Verbandes verfügte, wurde die Notwendigkeit einer übergeordneten Organisationsstruktur erkannt. Am 28. Januar 1922 erfolgte daher bei einem in Barcelona stattgefundenen Treffen einer Kommission, bestehend aus Delegierten der bis dahin die Belange dieser Sportart im Land mehr oder weniger offiziell leitenden Vereinigungen aus Madrid, Barcelona und Bilbao, die Ausarbeitung einer Satzung. Den Vorsitz der Kommission hatte Joaquín de Aguilera y Alonso inne. Drei Tage später wurde von diesem der Satzungsentwurf der Regierung präsentiert. Bei einem erneuten Treffen derselben Kommission am 26. Februar 1922 in Barcelona stand eine offizielle Stellungnahme der Behörden noch aus, so dass die provisorische Gründung eines Landesverbandes mit einem Interimskomitee zu dessen Leitung beschlossen wurde. Diesem stand als Präsident Luis Hernández Inegas vor. Am 3. März 1923 erfolgte dann schließlich die offizielle Gründung und Eintragung in das Verbandsregister. Am 4. März 1924 wurde die erste offizielle Satzung sodann im Rahmen einer in Madrid abgehaltenen, außerordentlichen Generalversammlung gebilligt. 1924 erhielt der Verband auf Erlass von Alfons XIII. die Zusatzbezeichnung „Königlich“. Alfons XIII. akzeptierte die Ernennung zum Ehren-Verbandspräsidenten. Die Federación Española de Hockey wirkte zudem aktiv an der Gründung des internationalen Hockey-Verbandes Fédération Internationale de Hockey (FIH) mit.

## Präsidenten
- 1922–1923: Luis Fernández Iruegas
- 1923–1935: José García Cernuda
- 1936–1939: Luis Satrústegui
- 1939–1945: Joaquín de Aguilera y Alonso
- 1945–1963: Juan Manuel Sainz de los Terreros y Ranero
- 1963–1969: Pablo Negre Villavechia
- 1969–1972: Domingo Vernis Bonet
- 1972–1981: Joaquin Dualde Santos de Lamadrid
- 1981–1984: Jose María Andreu Marfá
- 1984–1992: Leandro Negre Carrió
- 1992–1996: Pablo Galán Fernández
- 1996–2008: Martín Colomer Ribas

Derzeitiger Präsident ist seit 2008 Santiago Deó Valera. Neben dem Präsidenten besteht die Verbandsleitung aus vier Vize-Präsidenten, einem Schatzmeister, einem Vorstandssekretär, einem Generalsekretär und neun weiteren Vorstandsmitgliedern.